# Ейдельман Яків Наумович
Яків Наумович Ейдельман (11 квітня 1896, Житомир — 14 липня 1978, Москва)- радянський театрознавець, журналіст, публіцист.

## Біографія
Учасник Першої світової війни. Навчався в єврейській театральній студії «Аманут» в Києві. Автор статей з питань ідеології, в тому числі для Літературної газети (Литературная газета).
В 1942 році пішов добровольцем на фронт і вступив у ВКП (б) (виключений в 1949 році). Капітан танкових військ. Був військовим кореспондентом газети «В решающий бой» 9-го гвардійського механізованого корпусу. Нагороджений п'ятнадцятьма нагородами — орденами та медалями.
Після війни збирав у себе молодих людей, розповідав їм історію єврейського народу, читав єврейських поетів, вчив івриту. Один із слухачів і написав на нього донос.
В 1950 році звинувачений в «єврейському буржуазному націоналізмі», засуджений на 10 років ВТТ, відправлений в Воркуту (Воркутлаг), де грав у театрі ГУЛАГу. Звільнений в 1954 році. В останні роки життя поділяв ідеї сіонізму.
Дружина — Марія Натанівна Ейдельман (1901—1992). Син — радянський літературознавець та історик Натан Ейдельман.
Внучка — Тамара Ейдельман, російський історик, педагог, письменник, перекладач, радіоведуча і блогерка. Заслужений вчитель Російської Федерації (2003).